# Меэритс, Марко
Марко Меэритс (эст. Marko Meerits; 26 апреля 1992, Таллин) — эстонский футболист, вратарь сборной Эстонии.

## Биография
Во взрослом футболе Марко дебютировал в 2008 году в команде «Валга Уорриор». В то время клуб выступал в Эсилиге, второй по значимости лиги Эстонии, и являлся фарм-клубом таллинской «Флоры». После этого матча он ещё дважды выходил на замену, после чего был переведён в дубль таллинской «Флоры», где вскоре стал основным вратарём и отыграл 29 полных матчей.
В 2010 году игрок был подтянут до состава основной команды, где занял место второго вратаря, изредка замещая Станислава Педыка. В 2011 году Меэритс провёл потрясающий матч против таллинской «Левадии» в рамках розыгрыша Суперкубка Эстонии, где отразил два пенальти в послематчевой серии и в результате стал основным вратарём команды.
6 июля 2011 года, Меэритс подписал трёхлетний контракт с клубом «Витесс», выступающим в Эредивизи. 7 августа 2011 года он сыграл свой первый матч, выйдя на замену на 21-й минуте в матче против клуба АДО Ден Хааг. В своём дебютном матче сохранил ворота в неприкосновенности, матч закончился со счётом 0:0.
В июле 2014 года перешёл в клуб «Эммен» из Эрстедивизи, заключив контракт на два сезона. В первом сезоне был основным вратарём и сыграл 36 матчей, во втором ни разу не выходил на поле.
По окончании контракта с нидерландским клубом перешёл в «Тарвас» (Раквере). В 2017 году выступал за финский «ВПС» (Вааса), выходил на поле в 31 матче чемпионата из 33. В феврале 2019 года голкипер вернулся на родину и подписал однолетний контракт с клубом «Нарва-Транс». С 2020 года в течение трёх с половиной лет играл за «Нымме Калью» (Таллин), стал финалистом Кубка Эстонии 2021/22. Летом 2023 года перешёл в другой столичный клуб — «Нымме Юнайтед», с которым поднялся из первой лиги в высшую. По окончании сезона 2024 года, после вылета «Нымме Юнайтед» обратно в первую лигу, игрок перешёл в «Пайде».
Выступал за сборные Эстонии младших возрастов, провёл 60 матчей.
В национальной сборной Эстонии дебютировал 18 декабря 2010 года в матче против Китая, заменив на 89=й минуте Павла Лондака. Большую часть карьеры был резервным вратарём сборной и редко выходил на поле.